# Pedro Ewing
Pedro Ewing Hodar (Santiago, 23 de julio de 1927-Valparaíso, 7 de noviembre de 1989) fue un militar chileno, que se desempeñó como secretario general de Gobierno durante la dictadura militar del general Augusto Pinochet. Estuvo casado con Alicia María Sierralta Ossa.

## Trayectoria militar y pública
Ingresó en 1943 como cadete a la Escuela Militar, siendo ascendido a Alférez en el arma de Artillería. Fue profesor de la Academia de Guerra del Ejército de Chile en Geografía Militar, Historia Militar y Estrategia.
Fue secretario de la Junta Militar de Gobierno, para luego ser designado como ministro de Estado (de facto) en la Secretaría General de Gobierno entre septiembre de 1973 y julio de 1974. En una conferencia de prensa el 10 de octubre de 1974, apareció "devolviendo el botín del MIR", 15 millones de pesos, que Ewing afirmó procedían de la casa de Miguel Enríquez, secretario general del MIR, muerto en un enfrentamiento días antes.
En 1975, fue nombrado como agregado militar en Madrid, España.
Con el grado de general de brigada, pasó a retiro en 1977. En marzo de 1979, fue designado director de Fronteras y Límites de la Cancillería chilena.
Falleció el 7 de noviembre de 1989.

### Condecoraciones extranjeras
- Comendador de la Orden de la Cruz del Sur ( Brasil, 1977).